# Alessandro Aretusi
Alessandro Aretusi (Modena, ... – ...; fl. XVII secolo) è stato un pittore italiano del XVII secolo.

## Biografia
Molto poco si conosce di lui, se non che fu un ritrattista attivo a Firenze, alla corte del Granduca di Toscana, nel XVII secolo.